# BAZ1B
La tirosina proteína quinasa BAZ1B es una enzima codificada en humanos por el gen BAZ1B. Su actividad enzimática corresponde al número EC 2.7.10.2.
BAZ1B pertenece a la familia de proteínas que poseen bromodominios. Los bromodominios son motivos estructurales característicos de proteínas implicadas en la regulación de la transcripción dependiente de cromatina. El gen baz1B se encuentra delecionado en el síndrome de Williams-Beuren, un desorden del desarrollo causado también por la deleción de múltiples genes situados en la región 7q11.23.

## Interacciones
La proteína SMARCC1 ha demostrado ser capaz de interaccionar con:
- CHAF1B[5]
- TOP2B[5]
- SMARCC2[5]
- SMARCC1[5]
- SMARCB1[5]
- SUPT16H[5]
- Receptor de calcitriol[5]